# Epiphragma sultanum
Epiphragma sultanum là một loài ruồi trong họ Limoniidae. Chúng phân bố ở miền Cổ bắc.